# Garmo stavkirke
Kościół klepkowy z Garmo (Garmo stavkirke) – kościół klepkowy (słupowy), znajdujący się obecnie w skansenie Maihaugen w norweskim mieście Lillehammer. Został wybudowany w miejscowości Garmo, w gminie Lom, w regionie Oppland. 
Pierwsze wzmianki o kościele pochodzą z 1363 roku. Jednak został wybudowany przez Thorgeira z Garmo, zwanego Thorgeirem Starym, już około 1150 na miejscu wcześniejszej świątyni, wzniesionej w 1021 roku przez wikińskiego konstruktora. Według lokalnej tradycji, kościół miał stanowić dowód wdzięczności za nadanie Thorgeirowi na własność jeziora Tess przez króla Olafa II Świętego. We wnętrzu świątyni znajduje się wyposażenie pochodzące z XVII i XVIII wieku. Ambona pochodzi z Romsdal. Świątynia została rozmontowana w 1882 roku, gdy zakupił ją Anders Sandvig. Kościół został przeniesiony do powstającego skansenu Maihaugen w Lillehammer i tam ponownie złożony w latach 1920-1921.